# 서울연신초등학교
서울연신초등학교는 대한민국 서울특별시 은평구 불광동에 있는 공립 초등학교이다.

## 학교 연혁
- 2024년 3월 1일 제14대 이주희 교장 부임
- 2020년 9월 1일 제13대 이덕희 교장 부임
- 2020년 2월 12일 제43회 졸업식 (71명) 총 12,940명
- 2020년 2월 11일 방송실 정비
- 2020년 2월 10일 구 급식실 리모델링(연신 놀이교실)
- 2019년 10월 7일 급식실 식당 신축
- 2019년 2월 15일 제42회 졸업식(55명, 누계 12869명)
- 2012년 3월 1일 병설유치원(2학급) 개원
- 2010년 6월 30일 돌봄교실 개관
- 2009년 10월 30일 WEE CLASS 상담교실 개관
- 2009년 6월 20일 강당 신축 공사 완료(준공)
- 1994년 11월 18일 급식실 개관
- 1986년 3월 1일 특수학급 설치 (2학급)
- 1976년 3월 18일 서울연신초등학교 개교

## 학교 상징
- 교화(校花) - 장미 : 다른 사람에게 사랑을 베풀자
- 교목(校木) - 향나무 : 늘 푸르고 건강하게 자라자

## 참고 자료
- 서울연신초등학교 - 한국교육학술정보원 학교알리미